# Waldo (Maine)
Waldo es un pueblo ubicado en el condado de Waldo en el estado estadounidense de Maine. En el Censo de 2010 tenía una población de 762 habitantes y una densidad poblacional de 15,24 personas por km².

## Geografía
Waldo se encuentra ubicado en las coordenadas 44°27′59″N 69°5′34″O / 44.46639, -69.09278. Según la Oficina del Censo de los Estados Unidos, Waldo tiene una superficie total de 49.99 km², de la cual 49.97 km² corresponden a tierra firme y (0.03%) 0.02 km² es agua.

## Demografía
Según el censo de 2010, había 762 personas residiendo en Waldo. La densidad de población era de 15,24 hab./km². De los 762 habitantes, Waldo estaba compuesto por el 96.85% blancos, el 0.26% eran afroamericanos, el 0.79% eran amerindios, el 0.39% eran asiáticos, el 0.13% eran isleños del Pacífico, el 0.13% eran de otras razas y el 1.44% pertenecían a dos o más razas. Del total de la población el 0.92% eran hispanos o latinos de cualquier raza.